# Banchopsis caudata
Banchopsis caudata là một loài tò vò trong họ Ichneumonidae.